# Россиянка (ракета-носитель)
«Россия́нка» — российская двухступенчатая тяжёлая ракета-носитель, разрабатывавшаяся Государственным ракетным центром им. Макеева.
Основной особенностью данного проекта являлась возвращаемая первая ступень, которую можно использовать до 25 раз; возвращение ступени осуществляется по баллистической траектории путём повторного включения штатных двигателей.
Стартовая масса ракеты предполагалась 750 т, масса выводимой полезной нагрузки (на НОО) 21,5 т.
В качестве топлива используются жидкий кислород и метан (сжиженный природный газ); прорабатываются также варианты альтернативных видов топлива: «жидкий кислород + керосин» для первой ступени, и «жидкий кислород + водород» для второй. При этом использование водорода во второй ступени позволит увеличить массу полезной нагрузки до 35 т.
В качестве основы бортовой аппаратуры системы управления (БАСУ) планируетсшаясяя использовать БАСУ ракеты-носителя «Союз-2». Использование спутниковой навигационной системы ГЛОНАСС и дополнительных бортовых навигационных приборов позволит решить задачу безударного возвращения первой ступени на оборудованную площадку размером 50×50 м, удаленную от места старта ракеты на 3-5 км.
12 декабря 2011 г. ГРЦ им. Макеева представил РН «Россиянка» на конкурсе Роскосмоса по разработке Многоразовой ракетно-космической системы первого этапа (МРКС-1). Однако по итогам этого конкурса заказ на разработку МРКС получил ГКНПЦ им. Хруничева с проектом «Байкал-Ангара».